# Pahtojärvi
Pahtojärvi är en sjö i Finland. Den ligger i kommunen Salla i landskapet Lappland, i den nordöstra delen av landet, 700 km norr om huvudstaden Helsingfors. Pahtojärvi ligger 273 meter över havet. Arean är 24,8 hektar och strandlinjen är 3,08 kilometer lång. Sjön  ingår i Koundaälvens huvudavrinningsområde. 